# 大沢の里
大沢の里(ほたるの里)は、三鷹市大沢の野川沿いに位置し、「～ふるさとの自然守ります～ほたるの里　三鷹村」(団体名)の村民のみなさんが管理している、田んぼとその周辺を指す。周辺には、市の三鷹市大沢の里古民家、大沢の里水車経営農家がある。

## 農業体験
大沢の里では、もち米を育てており、毎年、春に田植え、秋に稲刈りと収穫祭(お餅つき)を、羽沢小学校と大沢台小学校の五年生と「ちびっこ農業体験」として、子供たちに体験する機会を提供している。田植え稲刈り以外も、村民は毎日の田んぼの様子の確認や、雑草抜き、脱穀、精米などをしている。

## 蛍観賞
夏には、大沢の里に蛍を見に来る人が大勢おり、村民はパトロールや、鑑賞者に対しての観賞ルールの呼びかけ、保護地の解放、安全管理などを行っている。小学生(５年生)も、毎年先生の引率のもと、観賞をしに来ている。